# Ménétios fils d'Actor
Pour les articles homonymes, voir Ménétios.
Dans la mythologie grecque, Ménétios ou Ménœtios (en grec ancien Μενοίτιος / Menoítios), fils d'Actor et, selon Pindare, de la nymphe Égine, est un roi d'Oponte.
Compté parmi les Argonautes, il est le père de Patrocle (l'identité de la mère est sujette à caution : le pseudo-Apollodore avance les noms de Sthénélé, Polymèle et Périopis ; Hygin cite Philomèle). Patrocle, pour avoir tué accidentellement son compagnon de jeu Clysonyme dans son jeune âge, est contraint de s'exiler avec son père. Ils trouvent refuge chez Pélée, en Phthie, où Patrocle rencontre Achille, et avec qui il se liera d'amitié selon certains auteurs, d'amour selon d'autres.
Ménétios est évoqué quelques fois dans l’Iliade. À l'époque de l’Iliade, Achille dit à Patrocle que son père est toujours vivant. C'est également dans l’Iliade que sont rapportés les conseils qu'il donne à son fils avant le départ pour Troie :

« Achille, par la race, est au-dessus de toi, mon fils ;
Mais il est ton cadet, même s'il t'est supérieur,
À toi de lui parler avec sagesse, de l'instruire
Et de le diriger : il verra bien ce qu'il y gagne. »

— (trad. Frédéric Mugler)
Ménétios, satellite de l'astéroïde (617) Patrocle, porte son nom.